# Purwańćal Wikas Kszetr
Purwańćal Wikas Kszetr (nep. पुर्वाञ्चल, ang. Eastern Development Region) – jeden z pięciu regionów Nepalu. Jest najbardziej wysuniętym na wschód regionem Nepalu. Graniczy z Indiami na południu, z Chinami na północy oraz z regionem Madhyamańćal na zachodzie (w Nepalu). Stolicą regionu jest Dhankuta.
Region ten dzieli się na następujące strefy:
- Kośi,
- Meći,
- Sagarmatha.